# Notoplana sanguinea
Notoplana sanguinea är en plattmaskart. Notoplana sanguinea ingår i släktet Notoplana och familjen Leptoplanidae. Inga underarter finns listade i Catalogue of Life.